# Плінер Ізраїль Ізраїльович
Плінер Ізраїль Ізраїльович (1896 — 23 лютого 1939) — визначний діяч органів держбезпеки СРСР, дивінтендант (1936). Начальник ГУТАБ НКВС (1937—1938).

## Життєпис
Народився в містечку Постави Віленської губернії. Єврей. У 1919 вступив в РСЧА, в 1922 — у комуністичну партію. З 1922 на партійній і господарській роботі. У 1924 закінчив Військово-господарську академію РСЧА. В 1926 році був переведений на роботу в ОГПУ. З 1935 заступник начальника ГУЛАГу, з 21 серпня 1937 начальник Гулагу. Був одним з головних сподвижників М. І. Єжова і організаторів масового терору. Керував депортацією корейців на Далекому Сході в 1937 році. 
Після приходу на посаду 1-го заступника голови НКВС Л. П. Берії в НКВС почалися чистки і в ході них Плінер, як єжовський висуванець був звільнений з НКВС і 14 листопада 1938 заарештований. 22 лютого 1939 розстріляний за вироком Військової колегії Верховного Суду СРСР на Комунарці.

## Нагороди
- Орден Леніна (14.07.1937)
- знак «Почесний працівник ВЧК—ГПУ (XV)» (26.05.1933)